# Денніс Тейлор
Де́нніс Те́йлор (англ. Dennis Taylor; нар. 19 січня 1949) — північноірландський колишній професіональний гравець у снукер. Переможець знаменитого фіналу чемпіонату світу 1985 та Гран-прі 1984. Зараз Тейлор живе в місті Ллай (графство Рексом,Уельс) і є коментатором матчів зі снукеру на каналі BBC.

## Ранні роки
Тейлор почав захоплюватися снукером, коли йому було 9 років. У 14 він виграв місцевий юніорський чемпіонат, а в 1966 переїхав в Ланкашир. Через два роки Денніс переміг на національній першості серед гравців не старше 19 років. Потім він деякий час виступав на аматорських змаганнях і в листопаді 1972 став професіоналом.

## Кар'єра
Перший матч на вищому професійному рівні Денніс зіграв у 1973. Це був чемпіонат світу, і тоді він поступився в першому колі Кліффу Торбурну з Канади, 8:9. Він не зміг кваліфікуватися на першість у наступному році, але в 1975 Тейлор досяг півфіналу і повторив це досягнення в 1977. А ще через два роки північноірландець став на чемпіонаті другим після несподіваного програшу дебютанту Террі Гріффітсу з рахунком 16:24.
У 1984 Денніс знову став півфіналістом, цього разу він поступився Стіву Девісу. Як би там не було, після цього матчу гра Тейлора покращилася, і в сезоні 1984/85 він переміг на турнірі Rothmans Grand Prix, вигравши у фіналі у Торбурна, 10:2. Але ще раніше цієї перемоги Денніса спіткало велике горе, коли померла його мати.
Попри це лихо, Тейлор все ж зібрався і відмінно провів першість світу 1985. Він вдруге в кар'єрі вийшов у фінал де зустрівся з практично непереможним тоді Девісом. Після першої сесії північноірландець, здавалося, вже достроково програв всю зустріч, так як Стів лідирував, 8:0, але йому вдалося зробити неймовірний стрибок, звівши рахунок спочатку до 7:9, а під кінець і до 15:17. Девісу залишалося всього лише виграти один фрейм, але Тейлор не здався і звів справу до контрове партії. Ця партія стала найпам'ятнішою з усіх, коли-небудь зіграних в історії сучасного снукеру. Стів Девіс був близький до перемоги за рахунку 62-44, і в той час як йому залишалося забити одну кулю з будь-яких чотирьох на столі, Деннісу потрібно було зібрати їх усі. Спочатку він поклав в лузу дальній коричневий, який, на думку самого Тейлора, був «найкращим з усіх ударів у житті, зіграних під тиском». Потім стояли не менш складні синя й рожева кулі, які, однак, теж були забиті. Рахунок став 62-59 і доля фіналу вирішувалася у чорній кулі. Після декількох невдалих ударів з боку обох суперників Девіс зважився на не дуже складну атаку і не забив кулю, залишивши її недалеко від лузи. Денніс підійшов, добре прицілився і забив. Він виграв той чемпіонат, а Стів в післяматчевому інтерв'ю на запитання, як він себе почуває, сказав одну зі своїх найвідоміших фраз: «Все чорно-біле». Той фінал додав Тейлору популярності, і коли він приїхав у своє рідне місто з кубком чемпіона, ціла юрба місцевих жителів зустрічала його. А через деякий час північноірландець став з'являтися в різних телепередачах.
У наступному сезоні Денніс знову вийшов у фінал Гран-прі щоб захистити трофей, і знову йому протистояв Девіс. Однак цього разу Стів виявився сильнішим нього і виграв, 10:9. На чемпіонаті світу Тейлора наздогнало знайоме всім чемпіонам світу «прокляття Крусібл» — у першому ж колі він програв Майку Халлетту, 6:10. Але Деннісу вдалося красиво перемогти на Мастерс 1987, коли він в останній партії обіграв свого земляка Алекса Хіггінса, 9:8, відстаючи по ходу матчу 5:8. Все в тому ж сезоні (1986/87) Тейлор здобув і три інших перемоги — на Canadian Masters, Australian Masters та Irish Professional.
На командному Кубку світу в 1990 Хіггінс пригрозив застрелити Тейлора після програшу ірландської збірної Канаді у фінальному матчі. Тейлор взяв загрозу всерйоз і наступного разу, на турнірі Irish Masters, де він знову зустрівся з Алексом, як ніколи був налаштований на перемогу і виграв. Серед глядачів на цьому матчі був присутній юний Кен Догерті. Денніс пройшов до фіналу, але емоційно виснажений після матчу з Хіггінсом програв з рахунком 4:9 Девісу. Пізніше він і Хіггінс помирилися.
Потім справи пішли гірше, і більше ніяких змагань Денніс не вигравав, хоч і продовжував перебувати на стабільно високому рівні до середини 90-х.
Нарешті, в 2000 році кар'єра знаменитого снукеристів підійшла до кінця. Денніс пішов з мейн-туру, хоча продовжував виступати на різних турнірах для ветеранів і на чемпіонатах світу з трікшотів.
За свою кар'єру Денніс Тейлор прославився не тільки феєричною перемогою на ЧС-1985, а й своїми окулярами, які він одягав під час матчів: опуклі і у величезній оправі, вони, давали йому повний огляд столу. Тейлор навіть заспівав одну строчку в пісні «Snooker Loopy» групи Chas & Dave.Його словами було «тому що я ношу ці величезні окуляри»  .
- Відео «Snooker Loopy»

Будучи правшею, він також непогано грав лівою рукою.
У теперішній час Денніс Тейлор нерідко з'являється на британському телебаченні для участі в різних шоу, а також коментує матчі на BBC.

## Досягнення в кар'єрі
- Чемпіонат світу переможець — 1985
- Чемпіонат світу фіналіст — 1979
- Masters чемпіон — 1987
- Irish Professional Championship переможець — 1980—1982, 1985—1987
- Rothmans Grand Prix чемпіон — 1984
- Kit-Kat Break for World Champions переможець — 1985
- World Cup чемпіон (у складі Ірландської команди) — 1985—1987
- Canadian Masters чемпіон — 1987
- Carling Challenge (запрошення) чемпіон — 1987
- Matchroom Professional Championship — 1987
- Tokyo Masters (запрошення) чемпіон — 1987
- Чемпіонат світу з артистичного снукеру переможець — 1997—1998